# Râul Arișoaia
Râul Arișoaia este unul din cele două brațe care formează râul Zăbala. 

## Hărți
- Harta Munții Vrancea  Arhivat în 9 iunie 2008, la Wayback Machine.